# سكوت جاي كينيون
سكوت جاي كينيون (بالإنجليزية: Scott Jay Kenyon)‏ هو عالم فلك وفيزيائي أمريكي، ولد في 1956.